# Amedeo Degli Esposti
Amedeo Degli Esposti (Bologna, 19 dicembre 1916 – 2007) è stato un calciatore italiano, di ruolo attaccante.

## Carriera
Arrivato a Padova nel 1937 come militare, comincia la sua carriera da calciatore per caso, grazie a un signore proveniente da Piove di Sacco che cercava dei calciatori per la squadra del Piove. Debutta a San Martino di Lupari segnando tutti e quattro i gol che sancirono la vittoria della squadra.
Dopo aver assistito ad una partita del Padova decise di fare un provino con i biancoscudati. Nella partita di prova è schierato come centravanti nella squadra riserve, segnando due gol; nel secondo tempo passa invece con i titolari segnando altri due gol. Ottiene così un contratto con il Padova venendo schierato la domenica successiva nella partita contro il Brescia finita 0-0.
Dopo tre stagioni in Veneto viene ceduto al Milan assieme a Gino Cappello per 180.000 lire.
Nell'agosto 1940 si infortuna ad un ginocchio, e l'incidente condizionerà le sue prestazioni per tutto il periodo milanista. Viene quindi ceduto al Venezia, ritrovando il suo ex-compagno di squadra al Padova Walter Petron. Nelle stagioni 1943-46 gioca col Treviso. La stagione 1946-47 la gioca a Cremona.
Dopo il conflitto torna a giocare al Prato in Serie B, mentre la stagione successiva torna al Padova, dove nel 1949 chiude la carriera.
È stato convocato anche per una partita della Nazionale da Vittorio Pozzo a Firenze; durante un allenamento si infortunò ad una gamba.
Negli anni '50 visse a lungo in Venezuela, aprendo una libreria a Caracas. Poi fece ritorno in Italia rimanendo a vivere a Legnaro (PD).